# Masters At Work
Masters At Work (ang. Mistrzowie w trakcie pracy) – amerykański duet house'owych producentów muzycznych i remikserów, w którego skład wchodzą Kenny 'Dope' Gonzales i Little Louie Vega. Po raz pierwszy pracowali oni razem korzystając ze swojej nazwy w 1990 roku.
Duet produkował również wspólnie muzykę pod nazwami MAW, KenLou, River Ocean i Nuyorican Soul.
Ich muzyka łączy różne style, głównie muzykę latynoską, disco, jazz i funk. W przeciwieństwie do większości house'owych artystów prócz zwykłych sampli korzystają także z prawdziwych instrumentów.

## Dyskografia

### Albumy
- 1993 The Album
- 1995 The Essential KenLou House Mixes
- 1996 Nuyorican Soul (jako Nuyorican Soul)
- 1998 The Remixes (jako Nuyorican Soul)
- 2000 The Tenth Anniversary Collection – Part I
- 2000 The Tenth Anniversary Collection – Part II
- 2001 Our Time is Coming

### Single
- 1991 "Blood Vibes/The Ha Dance"
- 1991 "Our Mute Horn" (pomaga Ray Vega)
- 1992 "Gonna Get Back to You" (pomaga Xaviera Gold)
- 1993 "Can't Stop the Rhythm" (pomaga Jocelyn Brown)
- 1993 "Give it to Me" (pomaga Screechie Dan)
- 1993 "Harddrive EP"
- 1993 "I Can't Get No Sleep" (pomaga India)
- 1993 "When You Touch Me" (pomaga India)
- 1993 "Nervous Track" (jako Nuyorican Soul)
- 1994 "One World" (jako Groove Box, pomaga Evelyn Thomas)
- 1994 "Voices in my Mind" (jako Voices, pomaga India)
- 1994 "My Love" (jako People Underground, pomaga Michael Watford)
- 1995 "I Can't Get No Sleep '95" (pomaga India)
- 1995 "The Hard Times March" (jako 200 Sheep)
- 1995 "KenLou 1" (jako KenLou)
- 1995 "KenLou 2" (jako KenLou)
- 1995 "KenLou 3" (jako KenLou)
- 1995 "The Drum" (jako WAM)
- 1996 "Mind Fluid" (jako Nuyorican Soul)
- 1996 "Casio's Theme/The More You Want" (jako Groove Box)
- 1996 "Just Be Good to Me" (jako Groove Box, pomaga Leena Marie)
- 1996 "Runaway" (jako Nuyorican Soul, pomaga India)
- 1996 "You Can Do it" (jako Nuyorican Soul, pomaga George Benson)
- 1996 "KenLou 4" (jako KenLou)
- 1997 "KenLou 5" (jako KenLou)
- 1997 "Dance (Do That Thang)" jako (Black Magic)
- 1997 "I Am the Black Gold of the Sun" (jako Nuyorican Soul, pomaga Jocelyn Brown)
- 1997 "La India Con La Voe" (pomaga India and Albert Menendez)
- 1997 "MAW Sampler"
- 1997 "Let it Go" (jako Black Magic)
- 1997 "To Be in Love" (pomaga India)
- 1997 "It's Alright, I Feel it" (jako Nuyorican Soul, pomaga Jocelyn Brown)
- 1998 "Odyssey/I'm Ready"
- 1998 "KenLou 6" (jako KenLou)
- 1998 "Pienso en Ti" (pomaga Luis Salinas)
- 1998 "I Love the Nightlife" (jako Nuyorican Soul, pomaga India)
- 1999 "To Be in Love '99" (pomaga India)
- 1999 "MAW Expensive" (jako MAW presents a Tribute to Fela, pomaga Ibi Wunmi)
- 2000 "Brazilian Beat" (pomaga Lilian Chachian)
- 2000 "Ékabo"
- 2000 "MAW Unreleased Mixes"
- 2001 "Lean On Me" (pomaga James Ingram)
- 2001 "Dubplate Special 1"
- 2001 "Like a Butterfly" (pomaga Patti Austin)
- 2001 "Work" (pomaga Puppah Nas-T i Denise Belfon)
- 2001 "Gone Three Times" (jako KenLou)
- 2001 "Dubplate Special 2"
- 2001 "The More You Want" (jako Groove Box)
- 2002 "Tranz/Body" (jako MAW Electronic)
- 2002 "Backfired" (pomaga India)
- 2003 "Dubplate Special 3"
- 2004 "Danz/Time Travellers" (jako MAW Electronic)

### Zmiksowane kompilacje
- 1995 Ministry Of Sound Sessions 5
- 2001 West End Records: The 25th Anniversary Mastermix
- 2004 Soul Heaven Presents: Masters at Work In The House
- 2005 The Kings of House
- 2006 Soul Heaven Presents: Masters at Work